# 馬紹爾裸胸鱔
馬紹爾裸胸鱔，又稱馬紹爾裸胸鯙，為輻鰭魚綱鰻鱺目鯙亞目鯙科的其中一種，分布於西太平洋區，包括加羅林群島、馬里亞納群島、馬紹爾群島海域，棲息深度8-25公尺，體長可達18公分，為底棲性魚類，生活在水淺的珊瑚礁區，屬肉食性，生活習性不明。

## 擴展閱讀
維基物種上的相關：馬紹爾裸胸鱔